# Reginald Golledge
Reginald George Golledge (Dungog, Nueva Gales del Sur 6 de diciembre de 1937 - Goleta, California,  29 de mayo de 2009) fue un geógrafo estadounidense de origen australiano, profesor de Geografía en la Universidad de California en Santa Bárbara. Durante su carrera, escribió 16 libros y un centenar de capítulos en otros libros, además de más de 150 papers académicos.
Golledge fue pionero en el campo de la Geografía del comportamiento. Cuando la geografía del comportamiento se dividió en un enfoque humanista y otro analítico a principios de la década de los 70, Golledge se convirtió en el principal defensor de este último. En 1984, perdió la vista y trasladó su interés a la Geografía de la discapacidad. Golledge fue uno de los desarrolladores (los otros son los psicólogos Jack Loomis y Roberta Klatzky) del GPS para discapacitados visuales (Sistema de Orientación Personal de la UCSB).

## Carrera académica
- Licenciado con honores en la Universidad de Nueva Inglaterra, 1959
- Máster en la Universidad de Nueva Inglaterra (Australia), 1961
- Doctorado en la Universidad de Iowa, 1966
- Assistant Professor, University of British Columbia, 1965–1966
- Profesor asistente en la Universidad Estatal de Ohio, 1966–1967
- Profesor asociado en la Universidad Estatal de Ohio, 1967–1971
- Profesor de Geografía en la Universidad Estatal de Ohio, 1971–1977
- Profesor de Geografía en la Universidad de California en Santa Bárbara, 1977–2009

## Honores
- Beca Guggenheim, 1987
- Miembro de la Asociación Estadounidense para el Avance de la Ciencia, 1990
- Presidente de la Asociación Estadounidense de Geógrafos, 1999–2000
- Doctor honoris causa en la Universidad Simon Fraser, 2001
- Doctor honoris causa en la Universidad de Gotemburgo, 2001
- Miembro de la Academia Estadounidense de las Artes y las Ciencias, 2005

## Obras destacadas

### Como coautor
- Amedeo, D., & Golledge, R. G. (1975). An Introduction to Scientific Reasoning in Geography. Nueva York: John Wiley and Sons. ISBN 0-471-02537-2
- King, L. J., & Golledge, R. G. (1978). Cities, Space and Behavior. Englewood Cliffs, NJ: Prentice-Hall. ISBN 0-13-134601-6
- Golledge, R. G., & Stimson, R. (1987). Analytical Behavioural Geography. London: Croom Helm. ISBN 0-7099-3844-6
- Golledge, R. G., & Stimson, R. J. (1997). Spatial Behavior: A Geographic Perspective. New York: Guilford Press. ISBN 1-57230-050-7 / ISBN 1-57230-049-3
- Amedeo, D., Golledge, R. G., & Stimson, R. J. (2009). Person-Environment-Behavior Research: Investigating Activities and Experiences in Spaces and Environments. Nueva York: Guilford Press. ISBN 1-59385-870-1 / ISBN 1-59385-871-X

### Como editor o coeditor
- Cox, K. R., & Golledge, R. G. (Eds.). (1969). Behavioral Problems in Geography: A Symposium. Evanston, IL: Northwestern University Press.
- Golledge, R. G., & Rushton, G. (Eds.). (1976). Spatial Choice and Spatial Behavior: Geographic Essays on the Analysis of Preferences and Perceptions. Columbus, OH: Ohio State University Press. ISBN 0-8142-0241-1
- Moore, G. T., & Golledge, R. G. (Eds.). (1976). Environmental Knowing: Theories, Research and Methods. Stroudsburg, PA: Dowden, Hutchinson & Ross. Paperback edition, 1978. ISBN 0-87933-060-0
- Cox, K. R., & Golledge, R. G. (Eds.). (1981). Behavioral Problems in Geography Revisited. New York: Methuen. Translated into Japanese, 1986. ISBN 0-416-72430-2 / ISBN 0-416-72440-X
- Golledge, R. G., & Rayner, J. N. (Eds.). (1982). Proximity and Preference: Problems in the Multidimensional Analysis of Large Data Sets. Minneapolis, MN: University of Minnesota Press. ISBN 0-8166-1042-8
- Golledge, R. G., & Timmermans, H. (Eds.). (1988). Behavioural Modelling in Geography and Planning. Londres: Croom Helm. ISBN 0-7099-3853-5
- Golledge, R. G., Couclelis, H., & Gould, P. (Eds.). (1988). A Ground for Common Search. Goleta, CA: The Santa Barbara Geographical Press. ISBN 0-00-886090-4
- Gärling, T., & Golledge, R. G. (Eds.). (1993). Behavior and Environment: Psychological and Geographical Approaches. Ámsterdam: North Holland, Elsevier Science Publishers. ISBN 0-444-89698-8
- Egenhofer, M. J., & Golledge, R. G. (Eds.). (1998). Spatial and Temporal Reasoning in Geographic Information Systems. Nueva York: Oxford University Press. ISBN 0-19-510342-4
- Golledge, R. G. (Ed.). (1999). Wayfinding Behavior: Cognitive Mapping and Other Spatial Processes. Baltimore, MD: Johns Hopkins University Press. ISBN 0-8018-5993-X